# Arquidiocese de Belo Horizonte
A Arquidiocese de Belo Horizonte (Archidiœcesis Bellohorizontinus) é uma circunscrição eclesiástica da Igreja Católica no Brasil. É a sé metropolitana da província eclesiástica de Belo Horizonte.
Pertence ao Conselho Episcopal Regional Leste II da Conferência Nacional dos Bispos do Brasil. A sé arquiepiscopal está na Catedral Cristo Rei.

## Histórico
A proposta de criação do bispado de Belo Horizonte surgiu em 1914, impulsionada pela crescente relevância política da cidade e seu notável desenvolvimento econômico. Atendendo ao anseio da população, dom Silvério Gomes Pimenta, arcebispo de Mariana, aceitou liderar o movimento para a formação do novo bispado.
Em 1919, dom Silvério nomeou uma comissão para gerenciar o processo. Durante a última sessão dessa comissão, foi apresentado um documento assinado pelo monsenhor F. Cortesi, auditor da Nunciatura, informando que as bulas para a criação do bispado já haviam sido emitidas.
A Diocese de Belo Horizonte foi criada em 11 de fevereiro de 1921 pelo papa Bento XV, por meio da bula Pastoralis sollicitudo, a partir de território desmembrado da Arquidiocese de Mariana. Em 1 de fevereiro de 1924, o papa Pio XI, por meio da bula Ad munus nobis ab æterno pastorum principe, elevou Belo Horizonte à categoria de Arquidiocese e sé metropolitana, e seu bispo, a arcebispo. Na época, essa foi a terceira província eclesiástica de Minas Gerais.
Devido à carência de recursos, porém, pouco pode ser executado antes da constituição oficial no novo bispado, como uma residência para o novo Bispo, por exemplo.  Ressalta-se que também a igreja escolhida para Catedral ainda se encontrava em obras.
Em novembro de 1921, foi nomeado seu primeiro Bispo, Dom Antônio dos Santos Cabral, então Bispo de Natal, desde 1917. Sua chegada à capital se deu em 30 de abril de 1922, acompanhado de grande cortejo até a Matriz de São José, que foi anunciada como Catedral provisória até que as obras da Igreja da Boa Viagem tivessem finalizadas. Mesmo ainda em obras, a Catedral de Nossa Senhora da Boa Viagem foi oficialmente inaugurada no dia 8 de dezembro de 1923, dia da Imaculada Conceição.

### Catedral Cristo Rei
O projeto arquitetônico foi realizado por Oscar Niemeyer em 2006, a pedido do arcebispo Dom Walmor Oliveira de Azevedo. O arquiteto desenvolveu a obra no estilo da arquitetura moderna para um terreno de 24 mil metros quadrados. A edificação contará com três andares, com a nave situada no terceiro piso, sob uma estrutura de 100 metros de altura, formada pelos pórticos da Verdade e da Justiça, que representam mãos em posição de oração.

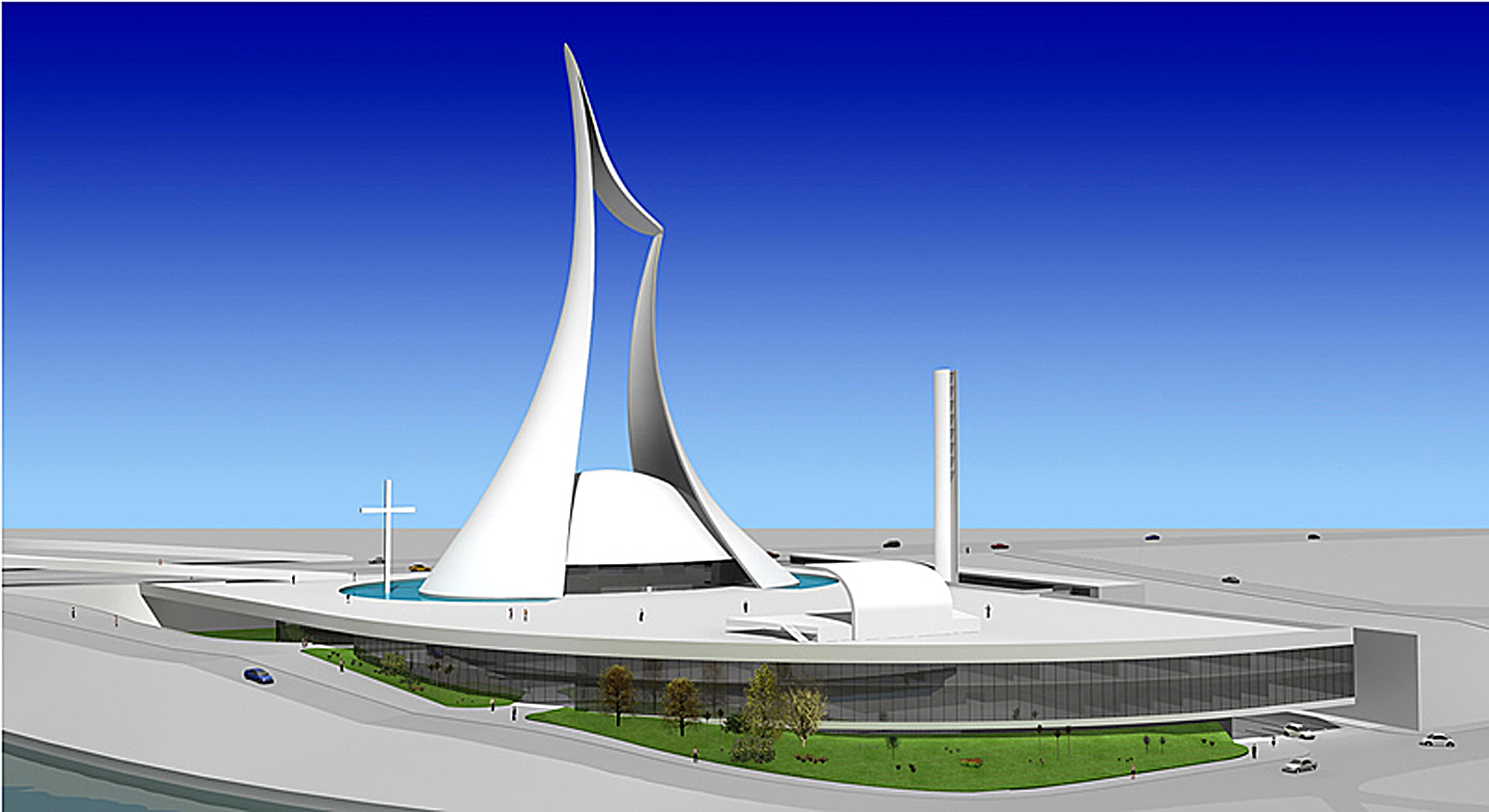
Projeto da Catedral Cristo Rei, elaborado por Oscar Niemeyer.

A catedral terá capacidade para acomodar cinco mil pessoas sentadas. Em eventos de maior porte, o templo poderá receber até vinte mil pessoas. A área total construída será de quarenta e quatro mil metros quadrados, incluindo o templo, três andares abaixo da praça e o estacionamento. Para viabilizar o projeto, foi realizada uma campanha de doações entre os devotos.
As obras, financiadas por doações, começaram em 2013 e a conclusão está prevista para 2025. No dia 11 de fevereiro de 2021, durante a celebração do centenário da Diocese de Belo Horizonte, Dom Walmor Oliveira de Azevedo oficialmente conferiu ao templo, que ainda estava em construção, o título de Catedral.

## Organização geral
A organização da Arquidiocese de Belo Horizonte abrange os Vicariatos Episcopais:
- de Ação Pastoral, que articula os trabalhos de evangelização das muitas paróquias;
- de Ação Social e Política, dedicado a articular iniciativas de amparo aos mais pobres e excluídos;
- de Comunicação e Cultura, que aproxima e fortalece os projetos culturais e os meios de comunicação da Igreja.
- de Vilas e Favelas, dedicado à Evangelização nas áreas carentes.
- de Realidades Históricas, voltado para as paróquias cujas comunidades são de contexto

Contempla também o Seminário Arquidiocesano Coração Eucarístico de Jesus e instituições a serviço da vida, à luz do Evangelho, em diferentes campos:

### Ação social
- As pastorais sociais, que trabalham em rede, nas muitas comunidades, dedicando serviços às crianças, aos idosos, aos enfermos, às pessoas com trajetória de rua, aos que sofrem com a dependência química e a tantas outras pessoas excluídas.
- A Fundação Obras Sociais Nossa Senhora da Boa Viagem, que reúne a Farmácia Comunitária, a Obra do Berço – responsável por ajudar gestantes pobres -, o Lar Frei Leopoldo – que acolhe meninas sem vínculos familiares – e a Casa Santa Zita – lar de longa permanência dedicado a idosas.
- As Repúblicas Reviver e Professor Fábio Alves, que amparam as pessoas em situação de rua.

### Saúde
- A Casa de Apoio Nossa Senhora da Conceição, dedicada à acolhida de pessoas com HIV/Aids que não possuem vínculos familiares.

### Educação
- Sociedade Mineira de Cultura
- Pontifícia Universidade Católica de Minas Gerais (PUC Minas)
- Colégio Santa Maria
- Faculdade Católica de Uberlândia
- Fundação Mariana Resende Costa (Fumarc)
- Projeto Providência – com suas três unidades que desenvolvem atividades socioeducativas dedicadas às crianças e jovens.

### Comunicação
- Rede Catedral de Comunicação Católica – que integra a TV Horizonte, a Rádio América e a Rádio Cultura

### Cultura
- Rede Catedral de Cultura, que abrange o Memorial da Arquidiocese de Belo Horizonte, iniciativa pioneira no Brasil. É formada por quatro unidades: o Arquivo Arquidiocesano (MeDocumenta), o Inventário do Patrimônio Cultural (MeInventa), o Centro de Promoção e Divulgação Cultural e Religiosa (MePromove) e o Museu Arquidiocesano de Arte Sacra (MeMuseus).

## Demografia e paróquias

Mapa da Arquidiocese de Belo Horizonte.

Em 2020, o território da arquidiocese contava com uma população de 5 142 935 habitantes, dos quais 70% eram católicos. Seu território tem uma área de 7 222 km², organizado em 291 paróquias.
Está presente em 28 municípios da Região Metropolitana de Belo Horizonte: Belo Horizonte, Belo Vale, Betim, Bonfim, Brumadinho, Caeté, Confins, Contagem, Crucilândia, Esmeraldas, Ibirité, Lagoa Santa, Mário Campos, Moeda, Nova Lima, Nova União, Pedro Leopoldo, Piedade dos Gerais, Raposos, Ribeirão das Neves, Rio Acima, Rio Manso, Sabará, Santa Luzia, São José da Lapa, Sarzedo, Taquaraçu de Minas e Vespasiano.
Cinco regiões episcopais integram seu território:
- Região Episcopal Nossa Senhora Aparecida (RENSA).
- Região Episcopal Nossa Senhora da Boa Viagem (RENSB).
- Região Episcopal Nossa Senhora da Conceição (RENSC).
- Região Episcopal Nossa Senhora da Esperança (RENSE).
- Região Episcopal Nossa Senhora do Rosário (RENSER).

## Bispos e arcebispos

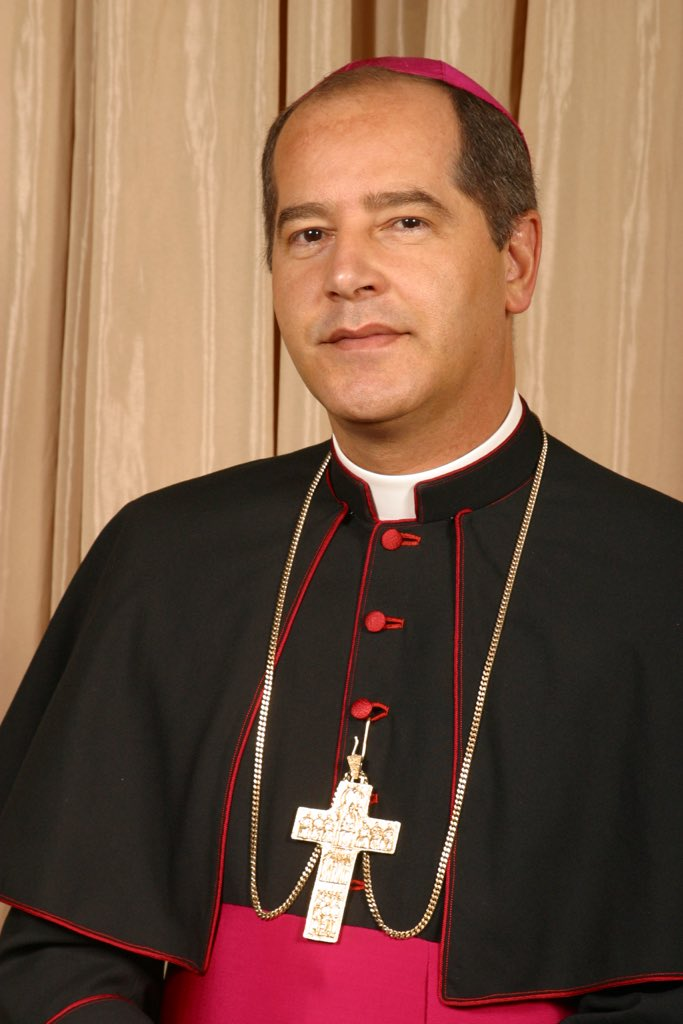
Dom Walmor Azevedo, atual arcebispo metropolitano de Belo Horizonte.

|                           | Nome                                | Período                   | Notas                                        |
| Arcebispos metropolitanos | Arcebispos metropolitanos           | Arcebispos metropolitanos | Arcebispos metropolitanos                    |
| ------------------------- | ----------------------------------- | ------------------------- | -------------------------------------------- |
| 4º                        | Walmor Oliveira de Azevedo          | 2004-                     | Atual                                        |
| 3º                        | Serafim Cardeal Fernandes de Araújo | 1986-2004                 | Renúncia por limite de idade                 |
| 2º                        | João Resende Costa, S.D.B.          | 1967-1986                 | Renúncia por limite de idade                 |
| 1º                        | Antônio dos Santos Cabral           | 1924-1967                 |                                              |
| Arcebispos coadjutores    |                                     |                           |                                              |
|                           | Hugo Bressane de Araújo             | 1951-1954                 | Nomeado bispo de Marília                     |
|                           | Serafim Fernandes de Araújo         | 1982-1986                 | Elevado a arcebispo                          |
| Bispo diocesano           |                                     |                           |                                              |
| 1º                        | Antônio dos Santos Cabral           | 1922-1924                 | Elevado a arcebispo                          |
| Bispos auxiliares         |                                     |                           |                                              |
|                           | José Otácio Oliveira Guedes         | 2024-                     | Atual                                        |
|                           | Edmar José da Silva                 | 2024-                     | Atual                                        |
|                           | Joel Maria dos Santos               | 2021-                     | Atual                                        |
|                           | Nivaldo dos Santos Ferreira         | 2020-                     | Atual                                        |
|                           | Júlio César Gomes Moreira           | 2020-                     | Atual                                        |
|                           | Vicente de Paula Ferreira, C.Ss.R.  | 2017-2023                 | Nomeado Bispo de Livramento de Nossa Senhora |
|                           | Otacílio Ferreira de Lacerda        | 2017-2019                 | Nomeado bispo de Guanhães                    |
|                           | Geovane Luís da Silva               | 2017-2023                 | Nomeado bispo de Divinópolis                 |
|                           | Edson José Oriolo dos Santos        | 2015-2019                 | Nomeado bispo de Leopoldina                  |
|                           | João Justino de Medeiros Silva      | 2011- 2017                | Nomeado arcebispo coadjutor de Montes Claros |
|                           | Wilson Luís Angotti Filho           | 2011-2015                 | Nomeado bispo de Taubaté                     |
|                           | Luiz Gonzaga Fechio                 | 2011-2016                 | Nomeado bispo de Amparo                      |
|                           | Joaquim Giovanni Mol Guimarães      | 2006-2025                 | Nomeado bispo coadjutor de Santos            |
|                           | Aloísio Jorge Pena Vitral           | 2006-2009                 | Nomeado bispo de Teófilo Otoni.              |
|                           | Sebastião Roque Rabelo Mendes       | 1989-2004                 |                                              |
|                           | David Dias Pimentel                 | 1996-2000                 | Nomeado bispo de São João da Boa Vista.      |
|                           | Décio Sossai Zandonade, S.D.B.      | 1996-2003                 | Nomeado bispo de Colatina.                   |
|                           | Werner Franz Siebenbrock, S.V.D.    | 1988-1994                 | Nomeado bispo de Nova Iguaçu.                |
|                           | Arnaldo Ribeiro                     | 1975-1988                 | Nomeado arcebispo de Ribeirão Preto.         |
|                           | José Dalvit, M.C.C.I.               | 1973-1977                 |                                              |
|                           | Geraldo Maria de Morais Penido      | 1956-1957                 | Nomeado bispo coadjutor de Juiz de Fora.     |

## Assembleias do Povo de Deus
A partir de 2017, todas as instituições e comunidades de fé da Arquidiocese de Belo Horizonte vão se orientar a partir do Projeto de Evangelização Proclamar a Palavra, fruto da 5ª Assembleia do Povo de Deus (5ª APD). Realizada a cada quatro anos, a APD é um amplo processo de escuta, quando cada fiel, das muitas comunidades de fé da Arquidiocese, é convidado a indicar quais caminhos a Igreja deve seguir, na missão de evangelizar e de ajudar o mundo a tornar-se mais justo e fraterno.